# Sinaloa de Leyva
Sinaloa de Leyva är en kommunhuvudort i Mexiko.   Den ligger i kommunen Sinaloa och delstaten Sinaloa, i den västra delen av landet, 1 200 km nordväst om huvudstaden Mexico City. Sinaloa de Leyva ligger 69 meter över havet och antalet invånare är 4 297.
Terrängen runt Sinaloa de Leyva är platt. Runt Sinaloa de Leyva är det glesbefolkat, med 19 invånare per kvadratkilometer. Sinaloa de Leyva är det största samhället i trakten. I omgivningarna runt Sinaloa de Leyva växer huvudsakligen savannskog.